# Enthornung
Unter Enthornung versteht man das Entfernen der Hörner bzw. Hornanlagen bei horntragenden Tieren, z. B. Rindern, Schafen und Ziegen, in der Vieh haltenden Landwirtschaft. Die Enthornung wird vor allem in der konventionellen Tierhaltung von Rindern durchgeführt. Aber auch in wenigen Bio-Betrieben wird die Enthornung praktiziert, die routinemäßige Anwendung ist jedoch untersagt, Einzelfälle sind genehmigungspflichtig.

## Begründungen
In modernen Haltungsverfahren für Rinder werden die Tiere in Ställen frei laufend gehalten (Laufstall). Da Rinder wegen ihrer Hörner einen gewissen Mindestabstand zueinander einhalten, benötigen die Tiere in Laufställen mehr Platz. Hornlose Rinder halten weniger Abstand zueinander, wodurch die Ställe kleiner und die Kosten geringer gehalten werden können.
Durch Verletzungen am Horn (Hornbruch) ist es manchmal nötig, das verletzte Horn des Tieres zu entfernen.
Bei Einzeltieren kann es im Alter vorkommen, dass die Hornspitzen in den Schädel einwachsen können. Um dies zu verhindern, werden hier oftmals die Hörner abgesägt.
Ein weiter genannter Punkt ist die angeblich erhöhte Anzahl der Kämpfe zur Rangordnung in Rinderherden, die bei horntragenden Rindern weiter verbreitet seien und heftiger geführt würden als bei hornlosen Tieren, was eine zusätzliche Verletzungsgefahr darstellen würde. Wissenschaftliche Untersuchungen zeigten jedoch, dass die Anzahl der Rangkämpfe bzw. die Auseinandersetzungen insgesamt bei Herden horntragender Kühe weniger häufig seien bzw. die enthornten Kühe miteinander rabiater umgingen. Die Anzahl der Verletzungen durch Hörner wies nach einer Untersuchung von Herde zu Herde jedoch sehr große Unterschiede auf. Weitere Studien mit horntragenden Milchkühen ergaben, dass – noch vor der Größe der Laufställe – die Zuwendung des Landwirts oder Melkers den größten Einfluss auf das Verhalten innerhalb der Herde ausübt: Je ausgiebiger der Landwirt sich persönlich den Tieren widmet, desto geringer ist das Aggressionspotenzial der Kühe.

## Geschichte
Enthornungen von Kühen werden in Deutschland spätestens seit dem Ende des Mittelalters vorgenommen. Eine Polizeiordnung von 1497 der damals unter Nürnberger Herrschaft stehenden Stadt Altdorf schreibt dies sogar bei Strafandrohung vor: Item man soll auch den Kuen die hörrnner abschneyden, das eine der andern nit schaden thue. Unnd wo man spitzige hörrnner findt, den will man straffen von einer jeden Kue umb 60 Pfg.

## Gesetzliche Regelungen
Deutschland

Laut deutschem Tierschutzgesetz (TierSchG) sind Eingriffe an Tieren ohne Betäubung nicht zulässig. Abweichend davon dürfen Kälber bis zum Alter von sechs Wochen ohne Betäubung enthornt werden. Die Unfallverhütungsvorschrift der Landwirtschaftlichen Berufsgenossenschaft „VSG 4.1 Tierhaltung“ verlangt in § 10 (16), dass Kälber von Rinderrassen, von denen aufgrund ihrer Hörnerbildung und der Art der Tierhaltung eine zusätzliche Gefahr ausgeht, gegen Hörnerbildung zu behandeln sind. Die Durchführungsanweisung zu diesem Punkt beschreibt, dass diese zusätzliche Gefahr z. B. bei der Mastbullenhaltung oder der Haltung in Laufställen auftreten könne. Diese Vorschrift ist für alle bei der Landwirtschaftlichen Berufsgenossenschaft versicherten Betriebe bindend. Auch Bio-Betriebe dürfen enthornen. Der Bio-Verband Demeter verbietet die Enthornung.
Österreich

In Österreich ist nach Inkrafttreten der Novelle der 1. Tierhaltungsverordnung im Oktober 2017 die Enthornung oder das Zerstören der Hornanlage zulässig, wenn
- der Eingriff bei Kälbern unter 6 Wochen durch eine sachkundige Person und unter Einsatz von Sedierung, Lokalanästhesie und postoperativ wirksamer Schmerzmittel durchgeführt wird oder
- der Eingriff durch einen Tierarzt unter Einsatz von Sedierung, Lokalanästhesie und postoperativ wirksamer Schmerzmittel durchgeführt wird.[8]

Schweiz

In der Schweiz dürfen Kälber bis zum Alter von drei Wochen unter Betäubung und Schmerzmittelgabe enthornt werden, bei Zicklein ist eine Vollnarkose vorgeschrieben. Bei Bio Suisse ist die Enthornung erlaubt. Bei Demeter Schweiz hingegen ist eine Enthornung grundsätzlich verboten.

## Methoden
Eine Methode ist die Verwendung eines Brenneisens, mit dem die Hornanlagen ausgebrannt werden. Durch das heiße Brenneisen wird gleichzeitig die dabei entstehende Wunde kauterisiert, wodurch Blutungen gestillt und desinfiziert werden. Üblicherweise verwachsen diese Wunden relativ problemlos und vernarben schnell.
Eine weitere Methode ist der Ätzstift. Dabei wird die Hornanlage mit einem ätzenden Stoff (etwa Natriumhydroxid) verätzt und damit zerstört. Dieses Verfahren ist nicht so sicher wie das Ausbrennen, durch herunterlaufende Ätzflüssigkeit kann die Haut oder die Augen der Tiere verletzt werden. Die Zulassung für den Ätzstift ist in Deutschland allerdings weggefallen. Somit ist die Anwendung nicht mehr erlaubt.
Neben diesen Methoden, die nur bei Kälbern Anwendung finden, kann es nötig sein, auch bereits ausgewachsene Tiere zu enthornen (Hornverletzung, Neueinstallung in eine Gruppe enthornter Rinder etc.). Die Enthornung älterer Rinder, bei denen die Entwicklung der Hörner schon abgeschlossen ist, wird mit einem Sägedraht vorgenommen. Während die Zerstörung der Hornanlagen bei Kälbern auch von den Tierhaltern (Landwirten) selbst vorgenommen wird, muss die Enthornung älterer Tiere von einem Tierarzt durchgeführt werden – die nach deutschem Recht (TierSchG) vorzunehmende Schmerzausschaltung (in diesem Fall meistens allgemeine Sedierung und lokale Anästhesie der die Hörner versorgenden Nervenäste) darf nur von Tierärzten vorgenommen werden.

## Kritik
Kritisiert wird die Enthornung aus mehreren Gründen:
- Die betäubungslose Enthornung ist für Rinder einschließlich Kälbern schmerzhaft und wird deswegen von Tierrechtsorganisationen kritisiert. So fordert die Albert Schweitzer Stiftung für unsere Mitwelt ein Verbot der betäubungslosen Enthornung, da diese Praktik zu den schmerzhaftesten Eingriffen bei landwirtschaftlich genutzten Tieren zähle.[12] Jedoch kann auch bei ordnungsgemäß durchgeführter Betäubung und Schmerzausschaltung eine erhöhte Schmerzempfindlichkeit rund um die verödeten Hornansätze dauerhaft bleiben.[13]

- Das Enthornen beeinträchtigt möglicherweise das Sozialverhalten der Tiere, da die Hörner von den Kühen für Imponiergehabe eingesetzt würden.[14]

- Gegen eine Enthornung spricht möglicherweise auch die Einschränkung der Kuh in der Regulierung ihres Wärmehaushaltes.[15] Der Einfluss der Horngröße auf den Wärmehaushalt wird bereits seit geraumer Zeit vermutet. Hier beobachtet man eine Zunahme der Länge und des Umfangs der Hörner in Abhängigkeit von der Temperatur; je heißer also das Klima ist, desto größer sind die Stirnbeinfortsätze / Hörner der Wiederkäuer. Dies ist besonders gut bei Antilopen und Rinderrassen in Afrika und Asien zu sehen. Falls auch für Kühe zutreffend, spielt das Horn gerade auch für Weidekühe im Sommer eine entscheidende Rolle für das Wohlbefinden.
- Erste Untersuchungen hinsichtlich der Fleischqualität ergaben, dass horntragende Stiere einen höheren Anteil an Proteinen enthielten, die die Zellen vor Stressreaktionen schützen. Stress wiederum bewirkt einen Glykogenabbau, der zu einer Übersäuerung des Fleisches führen kann.[5]

- Die Ansicht, dass die Hörner die Verdauung unterstützten und von Bedeutung für den Stoffwechsel der Tiere seien, wird vom anthroposophischen Ökolandbau-Verband Demeter vertreten. Beim Wiederkäuen der Kühe würden Gase über die Stirnhöhlen bis in Hornzapfen gelangen; die Temperatur der Kuhhörner steige beim Wiederkäuen spürbar an.[16] So solle die Milch enthornter Kühe eine veränderte Zusammensetzung haben und unter bestimmten Umständen unverträglicher sein. Sie solle angeblich laut „bildgebenden Untersuchungen“ weniger Allergene beinhalten, was besonders für Menschen mit Milchallergie wichtig wäre und bei Laktoseintoleranz verträglicher sei;[16] beides ist allerdings wissenschaftlich nicht belegt (Stand 9/2016).[17]

- Laut Demeter sinke aus den oben genannten Gründen zudem die Qualität des Kuhmists. Außerdem verbiete der „Respekt vor der Integrität des Tieres“ das Enthornen.[16]

Grundsätzlich verboten ist die Enthornung außer bei Demeter nur noch bei Neuland. Der Bio-Verband Gäa sowie einige weitere Verbände und Marken (Bioland, Naturland, Biokreis u. a., teilweise auch Eigenmarken von Supermärkten) gestatten sie ausschließlich in Einzelfällen und nur nach ausdrücklicher Genehmigung (Stand 2015), von der allerdings unterschiedlich häufig Gebrauch gemacht wird.

## Alternativen
Als Alternative zur Enthornung gelten einerseits die Haltung von Kühen mit Hörnern, andererseits Bestrebungen, durch Züchtung oder Genveränderung hornlose Rinder hervorzubringen. Auch in manchen Bio-Betrieben wächst das Interesse für eine Zucht auf Hornlosigkeit.
Um die Hornlosigkeit in bewährte Milchviehrassen wie zum Beispiel Holstein einzuführen, sind sehr aufwendige Zuchtprogramme notwendig, um die erwünschten Eigenschaften für eine gute Milchleistung in den hornlosen Nachkommen zu erhalten.
Als Alternative wurde im Jahr 2016 erstmals die Enthornung durch Genome Editing  beim Holstein-Rind mit Erfolg durchgeführt.
Demeter lehnt die Zucht auf Hornlosigkeit ab. Sie sei ein viel größerer Eingriff in das Ökosystem als das Enthornen, so Christoph Metz, Demeter-Berater in Südbayern. Entgegen den Richtlinien gibt es bei Demeter dennoch auch Betriebe, die genetisch hornlose Rinder halten.